# Herb powiatu krakowskiego
Herb powiatu krakowskiego – jeden z symboli powiatu krakowskiego, autorstwa Wojciecha Drelicharza, Zenona Piecha oraz Barbary Widłak, ustanowiony 27 sierpnia 1999.

## Wygląd i symbolika
Herb przedstawia na tarczy w polu czerwonym ukoronowaną głowę Orła Białego o dziobie i języku złotym.